# Pocobletus
Pocobletus Simon, 1894 è un genere di ragni appartenente alla famiglia Linyphiidae.

## Distribuzione
Le due specie oggi note di questo genere sono state reperite in America centrale e meridionale, e nelle Antille.

## Tassonomia
Dal 1969 non sono stati esaminati esemplari di questo genere.
A dicembre 2012, si compone di due specie:
- Pocobletus bivittatus Simon, 1897 — isola Saint Vincent (Antille)
- Pocobletus coroniger Simon, 1894[3] — dalla Costa Rica al Venezuela

### Specie trasferite
- Pocobletus mexicanus Banks, 1898; trasferita al genere Eidmanella Roewer, 1935, appartenente alla famiglia Nesticidae, con la denominazione provvisoria di Eidmanella mexicana (Banks, 1898). A seguito di un lavoro di Gertsch del 1984 è stata riconosciuta in sinonimia con Eidmanella pallida (Emerton, 1875)[1].